# Saint-Romain-sur-Cher
Saint-Romain-sur-Cher és un municipi francès, situat al departament del Loir i Cher i a la regió de Centre – Vall del Loira. L'any 2007 tenia 1.448 habitants.

## Demografia

### Població
El 2007 la població de fet de Saint-Romain-sur-Cher era de 1.448 persones. Hi havia 620 famílies, de les quals 166 eren unipersonals (63 homes vivint sols i 103 dones vivint soles), 229 parelles sense fills, 193 parelles amb fills i 32 famílies monoparentals amb fills.
La població ha evolucionat segons el següent gràfic:
Habitants censats

### Habitatges
El 2007 hi havia 748 habitatges, 624 eren l'habitatge principal de la família, 87 eren segones residències i 36 estaven desocupats. 727 eren cases i 16 eren apartaments. Dels 624 habitatges principals, 539 estaven ocupats pels seus propietaris, 75 estaven llogats i ocupats pels llogaters i 11 estaven cedits a títol gratuït; 2 tenien una cambra, 33 en tenien dues, 77 en tenien tres, 186 en tenien quatre i 326 en tenien cinc o més. 519 habitatges disposaven pel capbaix d'una plaça de pàrquing. A 259 habitatges hi havia un automòbil i a 323 n'hi havia dos o més.

### Piràmide de població
La piràmide de població per edats i sexe el 2009 era:
| Homes | Edats   | Dones |
| ----- | ------- | ----- |
| 0     | 95 o +  | 4     |
| 0     | 90 a 94 | 0     |
| 4     | 85 a 89 | 16    |
| 12    | 80 a 84 | 4     |
| 56    | 75 a 79 | 52    |
| 48    | 70 a 74 | 40    |
| 40    | 65 a 69 | 52    |
| 36    | 60 a 64 | 44    |
| 36    | 55 a 59 | 48    |
| 52    | 50 a 54 | 24    |
| 52    | 45 a 49 | 44    |
| 32    | 40 a 44 | 52    |
| 52    | 35 a 39 | 36    |
| 36    | 30 a 34 | 44    |
| 36    | 25 a 29 | 32    |
| 24    | 20 a 24 | 24    |
| 44    | 15 a 19 | 36    |
| 48    | 10 a 14 | 36    |
| 44    | 5 a 9   | 20    |
| 28    | 0 a 4   | 28    |

## Economia
El 2007 la població en edat de treballar era de 894 persones, 657 eren actives i 237 eren inactives. De les 657 persones actives 607 estaven ocupades (323 homes i 284 dones) i 51 estaven aturades (22 homes i 29 dones). De les 237 persones inactives 121 estaven jubilades, 58 estaven estudiant i 58 estaven classificades com a «altres inactius».

### Ingressos
El 2009 a Saint-Romain-sur-Cher hi havia 626 unitats fiscals que integraven 1.472 persones, la mediana anual d'ingressos fiscals per persona era de 16.893,5 €.

### Activitats econòmiques
Dels 39 establiments que hi havia el 2007, 2 eren d'empreses alimentàries, 6 d'empreses de construcció, 10 d'empreses de comerç i reparació d'automòbils, 4 d'empreses de transport, 2 d'empreses d'hostatgeria i restauració, 2 d'empreses immobiliàries, 7 d'empreses de serveis, 2 d'entitats de l'administració pública i 4 d'empreses classificades com a «altres activitats de serveis».
Dels 11 establiments de servei als particulars que hi havia el 2009, 1 era una oficina de correu, 2 paletes, 2 guixaires pintors, 1 fusteria, 1 electricista, 2 perruqueries, 1 restaurant i 1 saló de bellesa.
L'únic establiment comercial que hi havia el 2009 era una fleca.
L'any 2000 a Saint-Romain-sur-Cher hi havia 56 explotacions agrícoles que ocupaven un total de 1.305 hectàrees.

## Equipaments sanitaris i escolars
L'únic equipament sanitari que hi havia el 2009 era una farmàcia.
El 2009 hi havia una escola elemental.

## Poblacions més properes
El següent diagrama mostra les poblacions més properes.